# Vostok 3
Vostok 3 (Russisch: Восток-3) was de derde bemande ruimtevlucht in het kader van het Russische Vostokprogramma. Aan boord was kosmonaut Andrian Nikolajev. Een dag na de lancering van Vostok 3, volgde Vostok 4. De Vostok 3 en 4 voerden de eerste gezamenlijke bemande ruimtevlucht in de geschiedenis uit.

## Missieverslag
De dubbelvlucht van Vostok 3 en Vostok 4 was mogelijk door Vostok 4 te lanceren op het moment dat Vostok 3 over de lanceerbasis in Kazachstan vloog. De beide ruimtevaartuigen hebben elkaar tot op ongeveer 6,5 km genaderd en de kosmonauten maakten onderling radiocontact.
De Vostok capsules beschikten alleen over enkele kleine stuurraketjes ten behoeve van de standregeling ten opzichte van de zon en de aarde. Systemen voor baanwijziging waren niet aanwezig zodat het rendez-vous tussen Vostok 3 en Vostok 4 alleen mogelijk was door het op het juiste moment lanceren van Vostok 4. Na de dichtste nadering werd de afstand tussen beide capsules al snel weer groter.
Kosmonaut Nikolajev was de eerste mens die met een filmcamera beelden in kleur maakte van de aarde.
Na bijna vier dagen in de ruimte te hebben doorgebracht werd de remraket van Vostok 3 in werking gesteld en keerde de capsule terug in de atmosfeer. Dit gebeurde vrijwel tegelijkertijd met de terugkeer van Vostok 4; beide capsules landden nog geen tien minuten na elkaar. Vlak voor het einde van de vlucht van Vostok 3 werd kosmonaut Nikolajev, geheel volgens plan, met een schietstoel uit de daalcabine geschoten om daarna aan een parachute te landen op aarde. De daalcabine landde aan een eigen parachute een eind verderop.